# Paradoxophthirus emarginata
Paradoxophthirus emarginata – gatunek wszy z rodziny Hoplopleuridae, jedyny przedstawiciel rodzaju Paradoxophthirus, pasożytujący  na Sciurotamias davidianus. Powoduje wszawicę.
Samica wielkości 1,75 mm, samiec dużo mniejszy wielkości 1 mm. Wszy te mają ciało silnie spłaszczone grzbietowo-brzusznie. Przednia para nóg jest wyraźnie mniejsza i słabsza, zakończona słabym pazurem. Samica składa jaja zwane gnidami, które są mocowane specjalnym "cementem" u nasady włosa nosiciela. Rozwój osobniczy po wykluciu się z jaja około trwa 14 dni i występują w nim 3 stadia larwalne; larwy od osobników dorosłych różnią się tylko wielkością.
Wesz ta pasożytuje na skórze. Żywi się krwią, którą ssie 2–3 razy dziennie. Występuje na terenie Chin w Azji.